# Iunit (Heliopolis)
Iunit (auch Junit, Init) ist eine altägyptische Totengöttin, die nur sehr selten erwähnt wird und beispielsweise im Pyramidentext 482c als „Mutter des Verstorbenen“ belegt ist. Außerdem stand Iunit im Totenbuchspruch 159 in enger Verbindung zur Mondgottheit Iah. Ob diese Iunit mit der gleichnamigen Iunit aus Armant identisch ist, bleibt unklar. 